# علیرضا عنایت‌زاده
علیرضا عنایت‌زاده (زاده ۱۷ فروردین ۱۳۸۳) بازیکن فوتبال اهل ایران است که در پست هافبک دفاعی برای باشگاه فوتبال پرسپولیس در لیگ برتر خلیج فارس بازی می کند.
وی فوتبال را در آکادمی کیا آغاز کرده و سپس به آکادمی پرسپولیس پیوست و در ۴ اسفند ۱۴۰۳ در برابر تیم آلومینیوم اراک به عنوان بازیکن تعویضی برای تیم پرسپولیس به میدان رفت.

## آمار باشگاهی
تا تاریخ ۲۵ اردیبهشت ۱۴۰۴
| باشگاه         | دسته           | فصل            | لیگ  | لیگ | جام حذفی | جام حذفی | آسیا | آسیا | سوپر جام | سوپر جام | مجموع | مجموع |
| باشگاه         | دسته           | فصل            | بازی | گل  | بازی     | گل       | بازی | گل   | بازی     | گل       | بازی  | گل    |
| -------------- | -------------- | -------------- | ---- | --- | -------- | -------- | ---- | ---- | -------- | -------- | ----- | ----- |
| پرسپولیس       | لیگ برتر       | ۰۴–۱۴۰۳        | ۷    | ۱   | ۰        | ۰        | ۰    | ۰    | ۰        | ۰        | ۷     | ۱     |
| مجموع پرسپولیس | مجموع پرسپولیس | مجموع پرسپولیس | ۷    | ۱   | ۰        | ۰        | ۰    | ۰    | ۰        | ۰        | ۷     | ۱     |
| مجموع آمار     | مجموع آمار     | مجموع آمار     | ۷    | ۱   | ۰        | ۰        | ۰    | ۰    | ۰        | ۰        | ۷     | ۱     |